# Kosteletzkya tubiflora
Kosteletzkya tubiflora là một loài thực vật có hoa trong họ Cẩm quỳ. Loài này được (Moç. & Sessé ex DC.) O.J.Blanch. & McVaugh mô tả khoa học đầu tiên năm 1978.